# ヘストン・カースタッド
ヘストン・ソーヤー・カースタッド（Heston Sawer Kjerstad, 1999年2月12日 - ）は、アメリカ合衆国テキサス州アマリロ出身のプロ野球選手（外野手）。右投左打。MLBのボルチモア・オリオールズ所属。

## 経歴

### プロ入り前
高校時代、2017年のMLBドラフト36巡目（全体1083位）でシアトル・マリナーズから指名を受けたが、契約を拒否してアーカンソー大学へ進学。
初年度の2018年は69試合に出場して打率.332、14本塁打、58打点の成績を残し、SECの新人王、オールSECセカンドチームに選出された。
2年目の2019年は65試合に出場して打率.327、17本塁打、51打点を記録した。またこの年の夏にアメリカ合衆国大学代表に選出され、第43回日米大学野球選手権大会に出場。14試合で打率.395を記録した。
3年目の2020年はCOVID-19の影響でシーズンが途中で打ち切られたが、16試合で打率.448、6本塁打、20打点を記録した。

### プロ入りとオリオールズ傘下時代
MLBドラフト1巡目（全体2位）でボルチモア・オリオールズから指名を受け、6月30日に契約した（契約金は約520万ドル）。オリオールズとの契約直後に心筋炎であるとの診断を受け、その治療のため2021年シーズンは全休となった。
2022年は左ハムストリングの肉離れで出遅れたが、6月にA級デルマーバ・ショアバーズでプロデビュー。7月にはA+級アバディーン・アイアンバーズに昇格し、この年は2球団合計で65試合に出場して、打率.309、5本塁打、37打点という成績を残した。オフにはMLB各球団の有望株が集結するアリゾナ・フォールリーグのスコッツデール・スコーピオンズでプレーし、打率.357、リーグ6位のOPS1.008を記録した。
2023年はメジャーのスプリングトレーニングに招待選手として参加した。また、開幕前にMLB.comが発表したプロスペクトランキングでは、オリオールズの組織内で5位にランクインした。6月26日にオールスター・フューチャーズゲームに選出された。

## 詳細情報

### 年度別打撃成績
| 年 度    | 球 団    | 試 合 | 打 席 | 打 数 | 得 点 | 安 打 | 二 塁 打 | 三 塁 打 | 本 塁 打 | 塁 打 | 打 点 | 盗 塁 | 盗 塁 死 | 犠 打 | 犠 飛 | 四 球 | 敬 遠 | 死 球 | 三 振 | 併 殺 打 | 打 率 | 出 塁 率 | 長 打 率 | O P S |
| -------- | -------- | ----- | ----- | ----- | ----- | ----- | -------- | -------- | -------- | ----- | ----- | ----- | -------- | ----- | ----- | ----- | ----- | ----- | ----- | -------- | ----- | -------- | -------- | ----- |
| 2023     | BAL      | 13    | 33    | 30    | 3     | 7     | 1        | 0        | 2        | 14    | 3     | 0     | 0        | 0     | 0     | 2     | 0     | 0     | 10    | 0        | .233  | .281     | .467     | .748  |
| 2024     | BAL      | 39    | 114   | 99    | 8     | 25    | 2        | 0        | 4        | 39    | 14    | 1     | 0        | 0     | 0     | 10    | 2     | 5     | 33    | 0        | .253  | .351     | .394     | .745  |
| MLB：2年 | MLB：2年 | 52    | 147   | 129   | 11    | 32    | 3        | 0        | 6        | 53    | 17    | 1     | 0        | 0     | 0     | 12    | 2     | 5     | 43    | 0        | .248  | .336     | .411     | .747  |

- 2024年度シーズン終了時

### 年度別守備成績
| 年 度 | 球 団 | 左翼（LF） | 左翼（LF） | 左翼（LF） | 左翼（LF） | 左翼（LF） | 左翼（LF） | 右翼（RF） | 右翼（RF） | 右翼（RF） | 右翼（RF） | 右翼（RF） | 右翼（RF） |
| 年 度 | 球 団 | 試 合      | 刺 殺      | 補 殺      | 失 策      | 併 殺      | 守 備 率   | 試 合      | 刺 殺      | 補 殺      | 失 策      | 併 殺      | 守 備 率   |
| ----- | ----- | ---------- | ---------- | ---------- | ---------- | ---------- | ---------- | ---------- | ---------- | ---------- | ---------- | ---------- | ---------- |
| 2023  | BAL   | 3          | 0          | 0          | 0          | 0          | ----       | 1          | 4          | 0          | 0          | 0          | 1.000      |
| 2024  | BAL   | 11         | 18         | 0          | 0          | 0          | 1.000      | 8          | 16         | 0          | 0          | 0          | 1.000      |
| MLB   | MLB   | 14         | 18         | 0          | 0          | 0          | 1.000      | 9          | 20         | 0          | 0          | 0          | 1.000      |

- 2024年度シーズン終了時

### 代表歴
- 第43回日米大学野球選手権大会 アメリカ合衆国代表（2019年）